# Lake Katrine (New York)
Lake Katrine est une census-designated place du comté d'Ulster, dans l'État de New York, aux États-Unis,. En 2020, elle compte une population de 2 522 habitants.